# 萨斯喀彻温河
萨斯喀彻温河（英語：Saskatchewan River, "湍急的河流"）位于加拿大西南部，由北萨斯喀彻温河和南萨斯喀彻温河在艾伯特王子城以东约40公里处汇合而成，向东流经萨斯喀彻温省和马尼托巴省，最终注入温尼伯湖，全长约为550公里。